# Max Simon (Politiker, 1884)
Max Simon (* 1. November 1884 in Schönbankwitz; † 8. November 1950 in Berlin) war ein deutscher Lehrer und Politiker (SPD).

## Leben
Max Simon wurde als Sohn eines Gasthofbesitzers geboren. Nach dem Volksschulabschluss ging er zunächst auf die Präparandenanstalt in Breslau und besuchte danach das Lehrerseminar in Bunzlau. Er war von 1904 bis 1908 als Lehrer an der Halbtagsschule in Polnisch Tarnau, von 1908 bis 1910 an der Volksschule in Schwarzbach bei Hirschberg und von 1910 bis 1914 an der 11. Gemeindeschule in Berlin tätig. 1913 bestand er die Mittelschullehrer-Prüfung in Deutsch und Geschichte. Von 1914 bis 1918 nahm er als Soldat am Ersten Weltkrieg teil. Während des Krieges wurde er erst beim 1. Garde-Regiment zu Fuß und dann als Kraftfahrer beim Reserve-Infanterie-Regiment Nr. 204 eingesetzt. Seit Mai 1915 diente er als Leutnant der Reserve und Kompanieführer im Landwehr-Regiment Nr. 2. An der Front wurde er dreimal verwundet, zuletzt schwer durch fünf Maschinengewehrschüsse. Für seine Verdienste wurde er mit dem Eisernen Kreuz II. Klasse und dem Verwundetenabzeichen in Silber ausgezeichnet. Im Februar 1919 wurde er aus der Armee entlassen.
Simon hatte 1916 die Rektor-Prüfung bestanden. Er arbeitete seit 1919 als Lehrer an der 94. Gemeindeschule in Berlin und war von Oktober 1919 bis zu seiner Entlassung 1933 Rektor an einer Schule in Neusalz. Neben seiner beruflichen Tätigkeit widmete er sich der Schriftstellerei.
Simon trat in die SPD ein und war von 1920 bis 1923 Vorsitzender des SPD-Unterbezirkes sowie des Arbeiterbildungsausschusses in Neusalz. Von 1920 bis 1928 war er Vorsitzender der Arbeitsgemeinschaft sozialdemokratischer Lehrer für den Bezirk Liegnitz, von 1927 bis 1933 Mitglied im Hauptvorstand der Gewerkschaft Deutscher Volkslehrer im Allgemeinen Deutschen Beamtenbund und von 1932 bis 1933 Vorsitzender des SPD-Bezirksausschusses für Agrarpolitik. 1921 wurde er als Abgeordneter in den Preußischen Landtag gewählt, dem er bis 1933 angehörte.
Nach der Machtübernahme der Nationalsozialisten wurde Simon 1933 in den Konzentrationslagern Börgermoor und Lichtenburg inhaftiert. Nach 1945 war er als Ministerialbeamter in Berlin tätig.

## Werke
- Freie Geister, 1908
- Bär und Aar, 1912
- Pionier Sommer vor Alsen, 1914
- Mutter und Vaterland, 1916
- Frohe freie Lieder, 1919
- Der Kronenhof, 1921
- Trariro, 1924
- Kuno Reimer, 1924
- Unser sozialdemokratisches Agrarprogramm, 1930
- Lernt von Dänemark, 1930
- Seht auf den Osten, 1931